# 薛嘉言
薛嘉言（？—？），字獻可，溫州永嘉縣人，南宋初年官員。

## 生平
薛強立之子。政和五年（1115年）乙未科何㮚榜進士，以迪功郎中詞學兼茂科。靖康之變後，逃難至臨安，宋高宗即位，歷任司封郎中、承議郎、通判舒州、知台州。弟薛弼、薛徽言、薛昌言，皆登進士第。餘事失考。